# Pic à tête grise
Colaptes auricularis
Espèce
Statut de conservation UICN

 LC  : Préoccupation mineure
Synonymes
- Piculus auricularis

Le Pic à tête grise (Piculus auricularis) est une espèce d'oiseau de la famille des Picidae.
Cet oiseau se rencontre le long du flanc pacifique des montagnes mexicaines entre 900 et 1 600 m d'altitude.